# Кемпирбай Богембайулы
Кемпирбай Богембайулы (1834, Каркаралинский район, Карагандинская область — 1895, там же) — казахский акын. 

## Биография
Происходит из подрода таз-наманай рода каракесек племени аргын.
Широкое признание Кемпирбай получил как талантливый певец и мастер айтыса. Eго состязания со знаменитыми акынами Шоже, Тезекбаем, Асетом, Жамшибаем и другими приобрели популярность в народе. Состязание Кемпирбая с Шоже, начавшееся в традиционной форме, вылилось в айтыс загадок. Айтыс Кемпирбая с Жамшибаем носил характер поэтической полемики между акынами — представителями двух родов. В народе известен айтыс “Предсмертное прощание Кемпирбая с Асетом”.